# Инёню, Эрдал
Эрдал Инёню́ (тур. Erdal İnönü,  6 июня 1926 года, Анкара —  31 октября 2007 года, Хьюстон, США) — турецкий политический, государственный и общественный деятель, лидер Турецкой Партии социальной демократии (SODEP) (1983—1985), затем — социал-демократической Народной партии (SHP) (1986—1993), вице-премьер-министр с 1991 по 1993 год, министр иностранных дел с марта по октябрь 1995 года.
Физик-теоретик, педагог, профессор физики в Политехническом университете Анкары и Стамбульском университете. Доктор философии.

## Биография
Сын Исмета Инёню, второго президента Турции (1938—1950), преемника Ататюрка. До 1947 года изучал физику в университете Анкары. В 1951 году защитил докторскую диссертацию в Калифорнийском технологическом институте. Совместно с Юджином Вигнером, занимался исследованиями групповых сокращений (Группа Ли).
Вернувшись в Турцию, работал ассистентом профессора в университете Анкары. В 1964—1974 годах был профессором физики и первым заведующим кафедры теоретической физики в Ближневосточном техническом университете (1960—1966). Инициировал исследование движений и взаимодействий нейтронов с материалами. В 1969—1971 гг. — декан факультета искусств и наук университета. Ректор Ближневосточного технического университета в 1970—1971 гг. В 1974 году читал лекции в Босфорском университете в Стамбуле. Кроме исследований в области физики, также известен своими работами по истории науки в Турецкой Республике и Османской империи.
В 1983 году основал и был лидером Партии социальной демократии (SODEP). В 1986—1993 годах — председатель социал-демократической Народной партии (SHP). Член Парламентской ассамблеи Совета Европы. Член Великого национального собрания Турции.
С 1991 по 1993 год занимал пост вице-премьер-министра Турции, с марта по октябрь 1995 года — министра иностранных дел. Исполнял обязанности Премьер-министра Турции с 16 мая 1993 по 25 июня 1993 года
В 2004 году был награждён Медалью Вигнера.
Умер от лейкоза. Похоронен на кладбище Зинджирликую.